# きらら (工藤静香の曲)
「きらら」は、工藤静香の通算32枚目のシングル。1998年7月17日にポニーキャニオンから発売。

## 解説
2曲ともフジテレビ系ドラマ『神様、もう少しだけ』挿入歌。
同ドラマで主題歌「I for You」を担当したLUNA SEAのボーカリスト、河村隆一が作詞・作曲（ЯK名義）。後年河村はアルバム『深愛〜only one〜』で両曲をセルフカバー。
「きらら」で、同年末『第49回NHK紅白歌合戦』に1994年度以来8度目の出場。その際ゲストとして葉加瀬太郎が演奏に参加。同じ回には、LUNA SEAも「I for You」で出場。工藤のシングルとして現時点で最後のオリコントップ10入りした楽曲。
はいだしょうこが2022年10月21日配信のYouTubeチャンネルでこの曲のカバーを公開している(参照)。

## 収録曲
- 全作詞・作曲:ЯK　編曲:澤近泰輔

1. きらら [4:51]
2. in the sky [4:32]
3. きらら （less vocal）

## 収録アルバム
ベスト
- 『Best of Ballade カレント』 (#1,2)
  - #2は、「Text in English」として英語詞によるバージョンを収録。
- 『ミレニアム・ベスト』 (#1)
- 『Shizuka Kudo 20th Anniversary the Best』 (#1)
- 『My Favorite Songs 〜Original Best〜』 (#2)
- 『20th Anniversary B-side collection』 (#2)